# Hoelea II
Hoelea II is een bestuurslaag in het regentschap Lembata van de provincie Oost-Nusa Tenggara, Indonesië. Hoelea II telt 583 inwoners (volkstelling 2010).